# Andrés Valenzuela
Andrés Valenzuela (* 13. September 1989) ist ein ehemaliger mexikanischer Eishockeyspieler, der zuletzt bis 2011 für die Aztec Eagle Warriors in der Liga Mexicana Élite spielte.

## Karriere
Andrés Valenzuela begann seine Karriere als Eishockeyspieler bei Galerias Reforma. Als 2010 die semiprofessionelle Liga Mexicana Élite gegründet wurde, wechselte er zu den Aztec Eagle Warriors, einem der vier Gründungsklubs der Liga. Bereits nach der Premierenspielzeit beendete Valenzuela jedoch seine Karriere im Alter von knapp 22 Jahren.

### International
Im Juniorenbereich spielte Valenzuela für Mexiko bei den U18-Weltmeisterschaften 2006 und 2007 in der Division II sowie den U20-Weltmeisterschaften 2008 und 2009 ebenfalls in der Division II.
Mit der Herren-Nationalmannschaft nahm Valenzuela lediglich an der Weltmeisterschaft der Division II 2011 teil.